# Richard Gombrich
Richard Francis Gombrich (17 luglio 1937) è un indologo britannico.
È uno studioso di sanscrito, pāli, e buddhismo.
Ha insegnato all'Università di Oxford dal 1976 al 2004. Attualmente è presidente e fondatore dell'Oxford Centre for Buddhist Studies. È stato presidente della Pali Text Society (1994–2002) General Editor Emeritus della Clay Sanskrit Library.

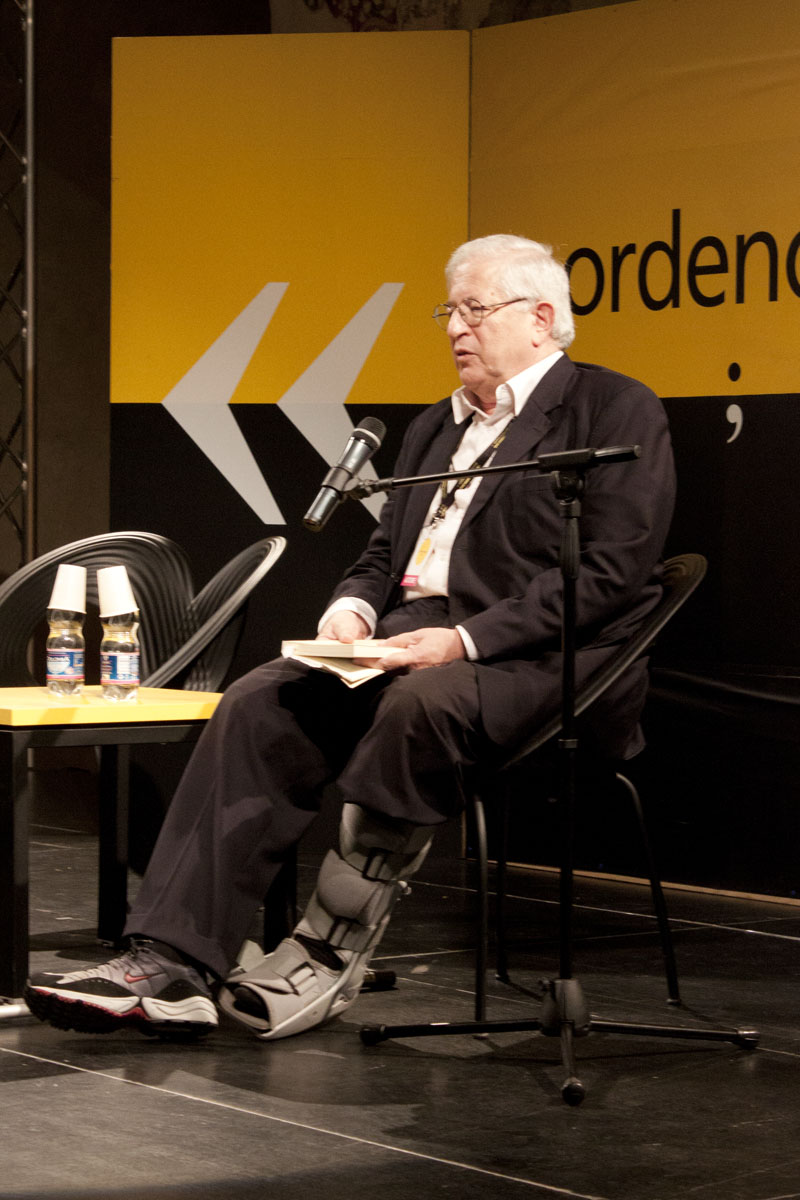
Richard Gombrich

## Biografia
Gombrich è l'unico figlio della pianista Ilse Gombrich e dello storico dell'arte austriaco-britannico Sir Ernst Gombrich. Ha studiato al St. Paul's School a Londra tra il 1950-1955 prima di frequentare il Magdalen College, Oxford nel 1957. Ha ricevuto il B.A. di Oxford nel 1961 e il DPhil nel 1970. Ha conseguito il M.A. dalla Harvard University nel 1963.
Gombrich ha insegnato a Oxford per oltre quarant'anni e, nonostante si sia ritirato, continua saltuariamente a dare lezioni. Ha supervisionato cinquanta tesi di dottorato su studi buddhisti, spaziando attraverso una vasta gamma di soggetti di indologia. Tra i suoi studenti vi sono stati numerosi membri del Sangha.

### Prime opere
Il primo contributo di Gombrich nel campo degli studi buddhisti è stato uno studio antropologico del buddhismo Theravada singalese contemporaneo, intitolato Precept and Practice: Traditional Buddhism in the Rural Highlands of Ceylon (1971). Lo studio enfatizza la compatibilità tra l'insegnamento tradizionale cui si riferiscono i testi canonici del buddhismo classico e le pratiche religiose contemporanee nello Sri Lanka. La religione singalese contemporanea include pratiche di magia e l'adorazione dei Yakṣa divinità Hindu pre-buddhiste. Gli studiosi avevano sempre considerato queste pratiche estranee al buddhismo ortodosso: una corruzione del canone pāli. Gombrich sostiene invece che queste pratiche datano a prima della comparsa del buddhismo in India e che tale utilizzo della magia e dell'adorazione di divinità locali non è mai esplicitamente proibito nel Canone Pali. La tradizione singalese include la nozione di "non sé" (Anatta) ma nello stesso tempo sembrerebbe ammettere l'esistenza di un "sé" che trasmigri da corpo a corpo. Altri studiosi considerano questo approccio alla cultura singalese troppo semplicistico

### Maggiori opere
Gombrich è considerato uno dei maggiori studiosi del buddhismo Theravada del XXI secolo. Le sue ricerche più recenti si sono concentrate sulle origini del buddhismo.
Gombrich sottolinea la necessità di correlare le tradizioni precedenti, al buddhismo classico e agli insegnamenti del Buddha. Piuttosto che studiare separatamente le diverse correnti del pensiero indiano precristiano - Buddhismo, Giainismo e Vedismo - Gombrich suggerisce di applicare un metodo comparativo che illumini le origini del pensiero buddhista, contestualizzandolo nel periodo storico in cui sorse.
Ha avuto un ruolo importante nella datazione della morte del Buddha che - grazie a documenti ritrovati nello Sri Lanka - può essere situata con una discreta certezza intorno al 404 a.C..

## Riconoscimenti
La Asiatic Society of Calcutta ha premiato Gombrich con il SC Chakraborty medal nel 1993. L'anno successivo ha ricevuto il "Sri Lanka Ranjana decoration" dal Presidente dello Sri Lanka.

## Opere e pubblicazioni
- Precept and practice: traditional Buddhism in the rural highlands of Ceylon, Oxford: Clarendon Press, 1971.
- Teach yourself Sanskrit: an introduction to the classical language, (Editor: Coulson, Michael) London: Hodder & Stoughton, 1976.
- The perfect generosity of Prince Vessantara, (Co-author: Cone, Margaret) Oxford: Clarendon Press, 1977.
- On being Sanskritic: a plea for civilized study and the study of civilization, Oxford: Clarendon Press, 1978.
- Balasooriya, Somaratna, André Bareau, Richard Gombrich, Siri Gunasingha, Udaya Mallawarachchi and Edmund Perry eds. Buddhist studies in honour of Walpola Rahula, London: Gordon Fraser, 1980.
- Bechert, Heinz and Richard Gombrich eds. The world of Buddhism: Buddhist monks and nuns in society and culture, London: Thames & Hudson, 1984, Paperback ed. 1991.
- Dhammapala, Gatare, Richard Gombrich and K.R. Norman eds. Buddhist studies in honour of Hammalava Saddhatissa, Nugegoda, Sri Lanka: Hammalava Saddhatissa Felicitation Volume Committee, University of Sri Jayewardenepura, 1984.
- Theravåda Buddhism: a social history from ancient Benares to modern Colombo, London: Routledge and Kegan Paul, 1988.
- Gombrich, Richard, and Gananath Obeyesekere. Buddhism transformed: religious change in Sri Lanka, Princeton, NJ: Princeton University Press, 1988. Paperback ed. 1990.
- Editor. Indian ritual and its exegesis, Delhi: Oxford University Press, 1988.
- Buddhist precept and practice, (Revised edition of 1. above.) Delhi: Motilal Banarsidas, 1991.
- How Buddhism began: the conditioned genesis of the early teachings, London: The Athlone Press, 1996.
- Religious experience in early Buddhism? Eighth Annual BASR Lecture, 1997, British Association for the Study of Religions Occasional Paper 17, Printed by the University of Leeds Printing Service, Leeds [1998].
- Kindness and compassion as means to Nirvana, (1997 Gonda Lecture) Amsterdam: Royal Netherlands Academy of Arts and Sciences, 1998.
- Translation of 9 above into Japanese, trsln Iwao Shima, Kyoto: Hozokan, 2002.
- Translation of 8 above into Japanese, trsln, 2006.
- Theravåda Buddhism: a social history from ancient Benares to modern Colombo, 2nd rev. ed. London: Routledge, 2006.
- How Buddhism began: the conditioned genesis of the early teachings, 2nd ed. London: Routledge, 2006.
- Gombrich, Richard and Cristina Scherrer-Schaub, ed.: Buddhist Studies: Papers of the 12th World Sanskrit Conference, vol.8, Delhi: Motilal Banarsidass, 2008
- What the Buddha Thought - Brossura: 224 pagine, Editore: Equinox Publishing Ltd (agosto 2009), Collana: Oxford Centre for Buddhist Studies Monographs, ISBN 978-1845536145
- Il pensiero del Buddha - Brossura: 283 pagine, Editore: Adelphi (12 settembre 2012), Collana: Collezione Il ramo d'oro, Lingua: Italiano, ISBN 978-8845926938

## Selezione di articoli recenti
- Making mountains without molehills: the case of the missing stupa, Journal of the Pali Text Society, vol. 15: 141–143, 1990.
- Reflections of an Indologist. In Religious pluralism and unbelief: Studies critical and comparative, I. Hamnett, editor. London and New York: Routledge, 243–261, 1990.
- Påtimokkha: purgative. In Studies in Buddhism and culture in honour of Professor Dr. Egaku Mayeda on his sixty-fifth birthday. The Editorial Committee of the Felicitation Volume for Professor Dr. Egaku Mayeda, editors. Tokyo: Sankibo Busshorin, 31–38, 1991.
- Can we know or control our futures? In Buddhist essays: A miscellany. G. Piyatissa Thera, L. Perera and K. Goonesena, editors, London: Sri Saddhatissa International Buddhist Centre, 240–252, 1992.
- The Buddha's Book of Genesis? Indo-Iranian Journal, vol. 35: 159–178, 1992.
- Dating the Buddha: a red herring revealed. In The Dating of the Historical Buddha/Die Datierung des historischen Buddha, Part 2. (Symposien zur Buddhismusforschung, IV,2) Heinz Bechert, editor. Göttingen: Vandenhoeck & Ruprecht, 237–259, 1992.
- Why is a khattiya called a khattiya? the Aggaññasutta revisited, Journal of the Pali Text Society, vol. XVII: 213–214, 1992.
- A momentous effect of translation: the "vehicles" of Buddhism. Apodosis: Essays presented to Dr. W.W. Cruickshank to mark his 80th birthday, St. Paul's School, London; 34–46, 1992.
- Buddhist prediction: how open is the future? Predicting the Future. Leo Howe, Alan Wain, editors, Cambridge; Cambridge University Press, 144–168, 1993.
- Buddhism in the modern world: secularization or protestantization? In Secularization, rationalism and sectarianism. Essays in honour of Bryan R. Wilson, Eileen Barker, James A. Beckford, Karel Dobbelaere, editors, Oxford; Clarendon Press, 1993.
- Understanding early Buddhist terminology in its context, Pali Daejangkang Urimal Olmgim Nonmon Moum II / "A Korean Translation of Pali Tipitaka Vol. II", 74–101, Seoul, 1993.
- The Buddha and the Jains: a reply to Professor Bronkhorst, Asiatische Studien XLVIII 4 1994, 1069–196.
- The monk in the Påli Vinaya: priest or wedding guest? Journal of the Pali Text Society, vol. XXI, 1995: 193–197.
- The earliest Brahmanical reference to Buddhism? Relativism, Suffering and Beyond, Essays in memory of Bimal K. Matilal, eds. P. Bilimoria and J. N. Mohanty, Delhi; OUP, 1997, 31–49.
- Is Dharma a good thing? Dialogue and Universalism no. 11–12, 1997, 147-163.
- The Buddhist attitude to thaumaturgy. Bauddhavidyasudhakarah: studies in honour of Heinz Bechert on the occasion of his 65th birthday, eds. Petra Kieffer-Pülz and Jens-Uwe Hartmann, Swisttal-Odendorf: Indica et Tibetica, 1997, 166–184.
- Obituary of the Venerable Dr Walpola Rahula, The Middle Way, vol. 73, no. 2, 1998, 115–119.
- Introduction. Sir William Jones 1746–1974, A Commemoration, ed. Alexander Murray, Oxford: OUP, 1998, 3–15.
- Organized bodhisattvas: a blind alley in Buddhist historiography, SËryacandråya: Essays in Honour of Akira Yuyama, eds. Paul Harrison and Gregory Schopen, Swisttal-Odendorf: Indica et Tibetica, 1998, 43–56. Reprinted in Studies in Hindu and Buddhist Art, ed. P. K. Mishra, New Delhi, Abhinav Publications, 1999.
- Discovering the Buddha's date, Buddhism for the New Millennium, ed. Lakshman S. Perera, London; World Buddhist Foundation, 2000, 9–25.
- A visit to Brahmå the heron, Journal of Indian Philosophy, v.29, April 2001, 95–108.
- Another Buddhist criticism of Yåjñavalkya, Buddhist and Indian Studies in Honour of Professor Sodo Mori, Hammatsu: Kokusai Bukkyoto Kyokai, 2002, 21–23.
- “Obsession with origins”: attitudes to Buddhist studies in the old world and the new, Approaching the Dhamma: Buddhist texts and practices in South and Southeast Asia, eds. Anne M. Blackburn & Jeffrey Samuels, Seattle: BPS Pariyatti Editions, 2003, 3–15.
- Merit detached from volition: how a Buddhist doctrine came to wear a Jain aspect, Jainism and Early Buddhism: essays in honor of Padmanabh S. Jaini, ed. Olle Qvarnström. Fremont: Asian Humanities Press, 2003, 427–439.
- Vedånta stood on its head: sakkåya and sakkåya-di††hi, 2nd International Conference on Indian Studies: proceedings, eds. Renata Czekalska & Halina Marlewicz, (Cracow Indological series IV–V), Krakow: Ksiegarnia Akademicka, 2003, 227–238.
- Understanding the Buddha: methods and results, Korean Society for Indian Philosophy, 2004.
- Major new discoveries about the Buddha's teachings, Buddhism in the West, eds. Galayaye Piyadassi …[et al]. London: World Buddhist Foundation, 2005, 149-152.
- Thoughts about karma, Buddhism and Jainism, essays in honour of Dr. Hojun Nagasaki on his seventieth birthday, ed. Committee, Kyoto: Heirakuji Shoten, 2005, 740-726 (sic).
- Is the Sri Lankan war a Buddhist fundamentalism?, Buddhism, conflict and violence in modern Sri Lanka, ed. Mahinda Deegalle, (Routledge Critical Studies in Buddhism series), London & New York: Routledge, 2006, pp. 22–37.
- Parodie und Ironie in den Reden des Buddha, RELIGIONEN unterwegs, vol. 12, no. 2, Mai 2006, 4–8.
- Popperian Vinaya: conjecture and refutation in practice, Pramåˆak¥rti˙: papers dedicated to Ernst Steinkellner on the occasion of his 70th birthday, eds. Birgit Kellner …[et al], Wien: Arbeitskreis für Tibetische und Buddhistische Studien Universität Wien, 2007, pp. 203–211.
- Why the monks took no delight in the Buddha's words, South Asian Religions & Culture, v.2 (1), 2008, pp. 83–87.
- Why has British education gone so wrong, and why can't we stop the rot? Popper's nightmare, Hurly-Burly (Intl. Lacanian Jnl of Psychoanalysis), (1) Mai 2009, pp. 185–192.

## Incarichi accademici
- Harkness Fellow of the Commonwealth Fund (1961–1963)
- Lecturer, University of Oxford (1965–76)
- Boden Professor of Sanskrit (and fellow of Balliol College), University of Oxford (1976–2004)
- Visiting Professor, University of Bristol (1981–82)
- Visiting Professor, École des Hautes Études en Sciences Sociales (1982)
- Visiting Fellow, Princeton University (1986–87)
- F. D. Maurice Lecturer, King’s College London (1994)
- Jordan Lecturer, SOAS (1994)
- Gonda Lecturer, Royal Netherlands Academy of Arts and Sciences (1997)
- Edmund Perry lecturer, Northwestern University (1998)
- Visiting Professor, Dongguk University, Seoul (2008)
- Visiting Professor, Hong Kong University (2008)
- Co-editor, Journal of the Pali Text Society (1996–2002)